# 亞格德豪斯峰

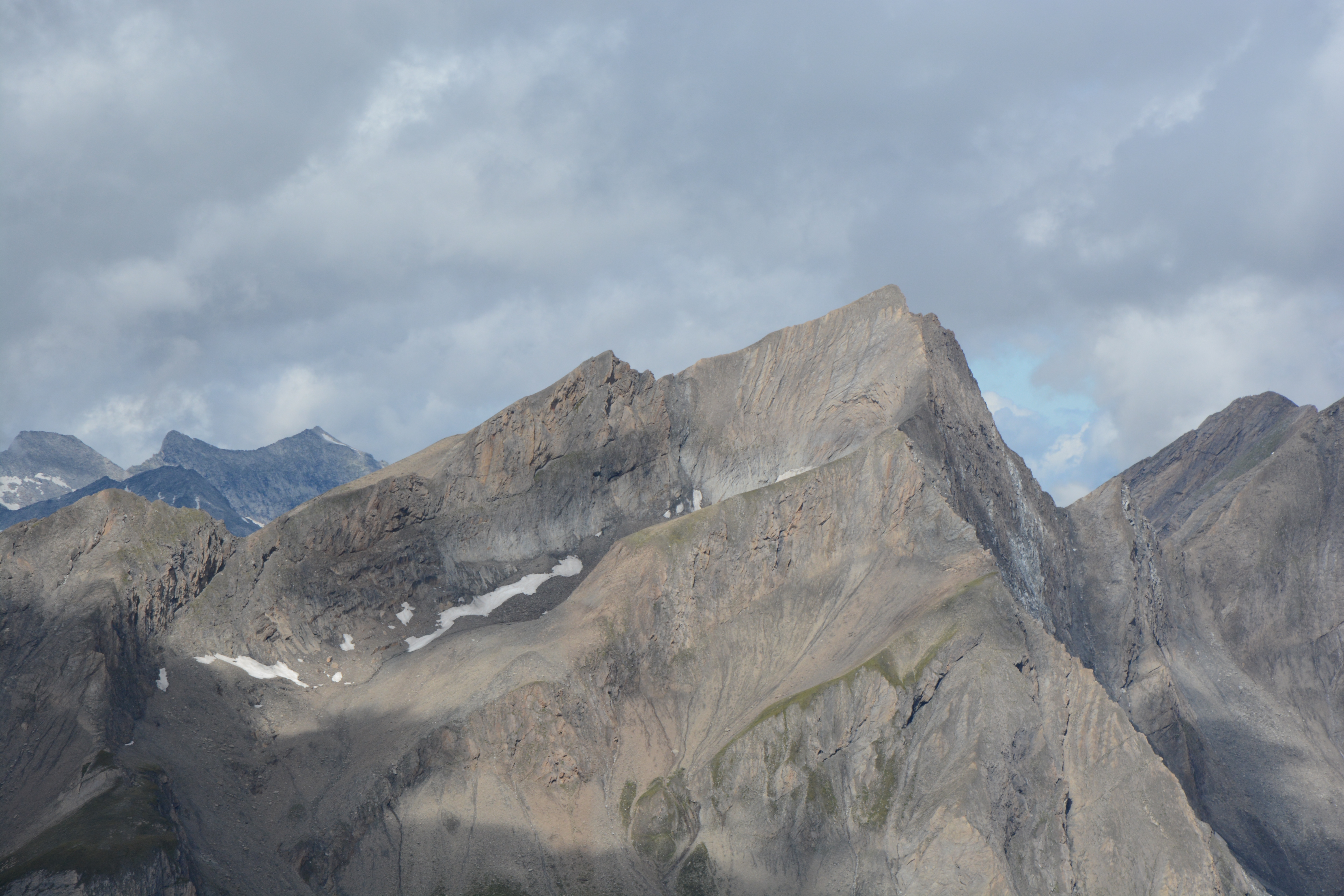

47°00′34″N 12°09′47″E / 47.009492°N 12.163159°E
亞格德豪斯峰（德語：Jagdhausspitze），是奧地利的山峰，位於該國西部，由蒂羅爾州負責管轄，屬於維內迪傑山脈的一部分，距離勒費爾峰0.9公里，海拔高度3,165米。